# ハテナ (生物)
ハテナ（Hatena arenicola）は、奇妙な細胞分裂で注目を浴びた微生物である。なお、属名は日本語に由来する。
井上勲（筑波大学教授）と岡本典子（日本学術振興会特別研究員）によって砂浜で採集した砂から発見された。この『ハテナ（Hatena）』という属名は、研究室内での愛称であった『ハテナ虫』に由来し、種小名のラテン語で「砂の中に住む」を意味するarenicolaは、砂を採集した岡本により提案された。

## 生態
この微生物は、カタブレファリスの仲間の鞭毛虫である。葉緑体のような緑色の構造を持つが、これはプラシノ藻類のNephroselmisの1種に由来する共生体で、いわゆる細胞内共生である事が確認されている。細胞内共生していても、共生体には独自の核は保ったままである。
元の藻類とハテナの細胞内の共生体とを比較すると、共生体化した場合にミトコンドリアやゴルジ体が貧弱になり、基底小体などは消失しているなど、多くの構造が退化的であるのに対して、葉緑体は大きくなり、ピレノイドは数を増している。つまり、単独の細胞で生きる藻類の形から、細胞内の葉緑体の地位への変化が起きていると判る。
さらに、ハテナには奇妙な特徴が有り、細胞分裂をすると、共生体を持つ細胞と持たない細胞とに分裂してしまう。細胞に有る唯一の共生体は、必ず腹面から見て右側の細胞に入ると言う。葉緑体を失って無色になったハテナには、捕食のための構造が形成され、実験的に単独の藻類を与えると、これを取り込む事が確認された。つまり、無色になった細胞は、新たに藻類を取り込み、これが次第に共生体の形へと変化して行くのだろうと考えられている。ただし、この実験は、細胞内共生体の元の藻類とは別の種の藻類を与えた実験でしかなく、実際に何が発生して細胞内共生体へと変化して行くのか、その詳細については未解明である。
ただ、実際に野生の状態で採集されたハテナのほとんどは緑色、すなわち、共生体を持ち、それに少数の無色個体が交じっている状態だから、少なくとも、無色の固体は、何らかの方法で外部から共生体を入手している事だけは確からしい。

## 生物学上の重要性
地球上の生物が有する全ての葉緑体は、元来がその細胞の共生微生物であったに違いないと信じられている。
それなのに、他の一般的な藻類では、ハテナに見られるような現象が起きないのは、細胞が分裂する際、あるいは、その前に葉緑体も分裂して、分裂後の細胞に分配されるからである。しかしながら、細胞と葉緑体が、本来は別の生物であったのであれば、むしろ、細胞分裂の際に、分裂後の複数の細胞に葉緑体が配分される方が不思議だと言える。恐らく、そこに完全な細胞内共生の成立に至る、重要な段階があったと想像される。このハテナでは、それが起きていないのであれば、葉緑体の共生への過程における具体的な問題が、ハテナの研究から得られると期待できる。
また、もしハテナの細胞分裂後に生ずる無色個体が、何らかの方法で外部から共生体を入手している事が真実であれば、単細胞の藻類が、ごく短い時間に、それも世代を経る事なく、ある程度の形態の変化を起こしている事を意味する。これを研究すれば、葉緑体を有さない細胞が、外部から藻類を取り込んで、葉緑体化する仕組みを理解できる可能性も考えられる。
いずれにしてもハテナは、藻類の2次共生による原生動物の藻類化に関して、重要な問題を提供する生物である。